# Wiercenia obrotowe
Wiercenia obrotowe – wiercenia, polegające na urabianiu skał za pomocą świdra zapuszczanego do otworu na przewodzie wiertniczym, który wprawiany jest w ruch obrotowy za pomocą stołu wiertniczego lub urządzenia Top Drive (mechanizm obrotu). Świder może być napędzany dodatkowo (albo wyłącznie) przy pomocy silnika wgłębnego (turbowiertu lub elektrowiertu).
Zwierciny z dna otworu wiertniczego wynoszone są za pomocą przepływu płuczki wiertniczej lub powietrza.
Płuczkę wiertniczą stosuje się zwykle w wierceniach za ropą i gazem lub przy wierceniu studni. Płuczkę powietrzną stosuje się najczęściej w kopalniach odkrywkowych.